# Ізюм (станція)
Ізю́м — залізнична станція Харківської дирекції Південної залізниці на лінії Безлюдівка — Святогірськ. На станції зупиняються як потяги далекого, так і приміського сполучення. Від вокзалу у центр міста курсують автобуси і маршрутні таксі.
Біля станції встановлено пам'ятник — фонтан зі скульптурою дівчини і левом, оточений новим покриттям з тротуарної плитки. У 2012 році вокзал істотно реконструйований. З'явилося два комфортні зали очікування, камери зберігання та нова система оповіщення.

## Історія
На місці теперішньої будівлі вокзалу станції Ізюм знаходилася інша, створена у 1909-1910 роках будівля, яку було зруйновано під час бойових дій Німецько-радянської війни . Повоєнний стан старої станції Ізюмі згадується у творчості письменника Олександра Ольшанського . У вересні 1949 року згідно з рішенням уряду було розпочато відновлення приміщення вокзалу станції Ізюм. Було вирішено створити нове приміщення вокзалу. Вокзал відновлювався за проєктом харківського архітектора Росіхіна, проєкт враховував використання українського орнаменту . Роботи над будівлею було завершено 1 січня 1952 року . Ліпні прикраси будівлі планувалося вкрити позолотою .

## Галерея

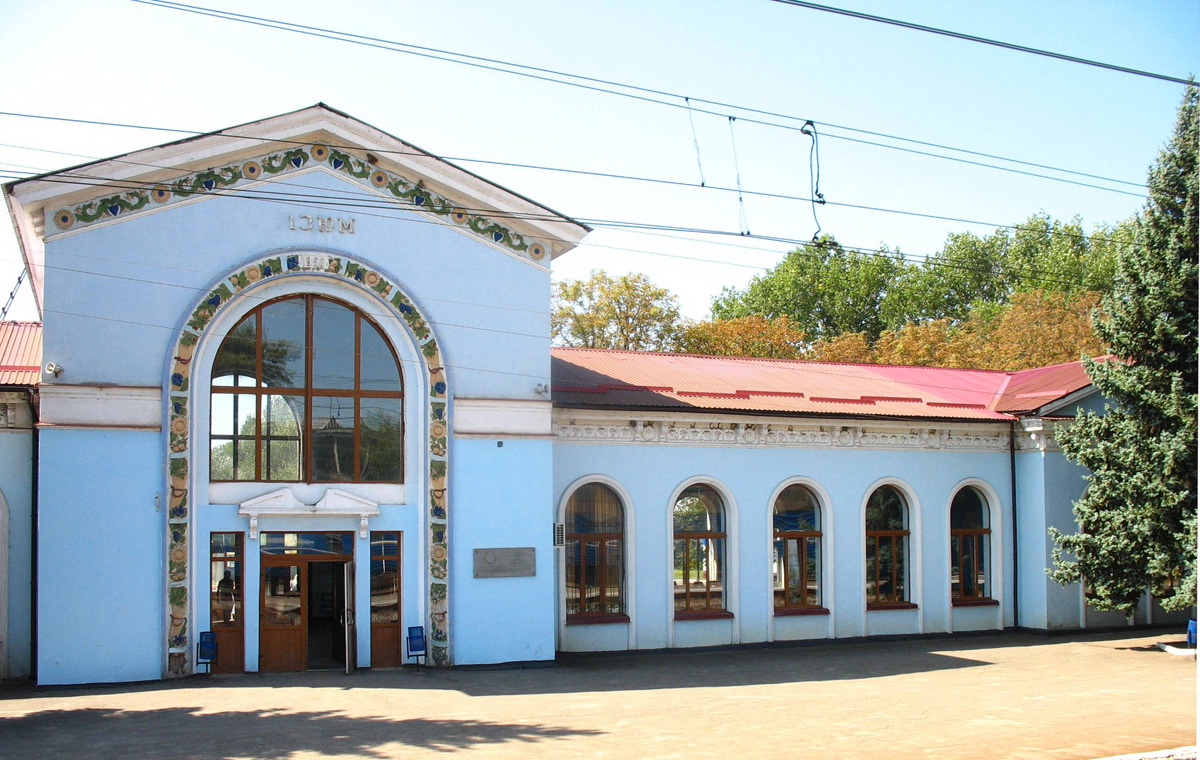
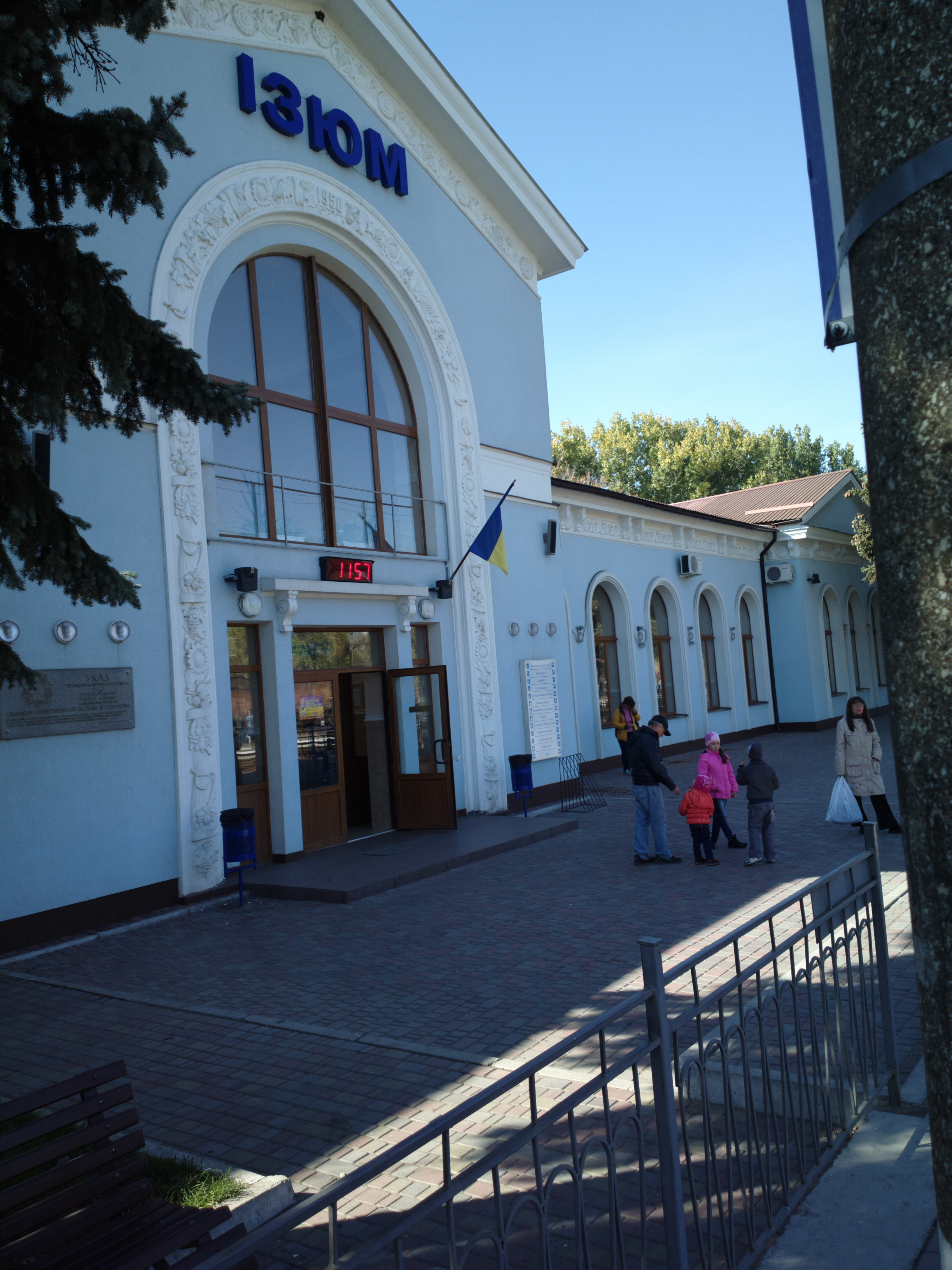
Вокзал
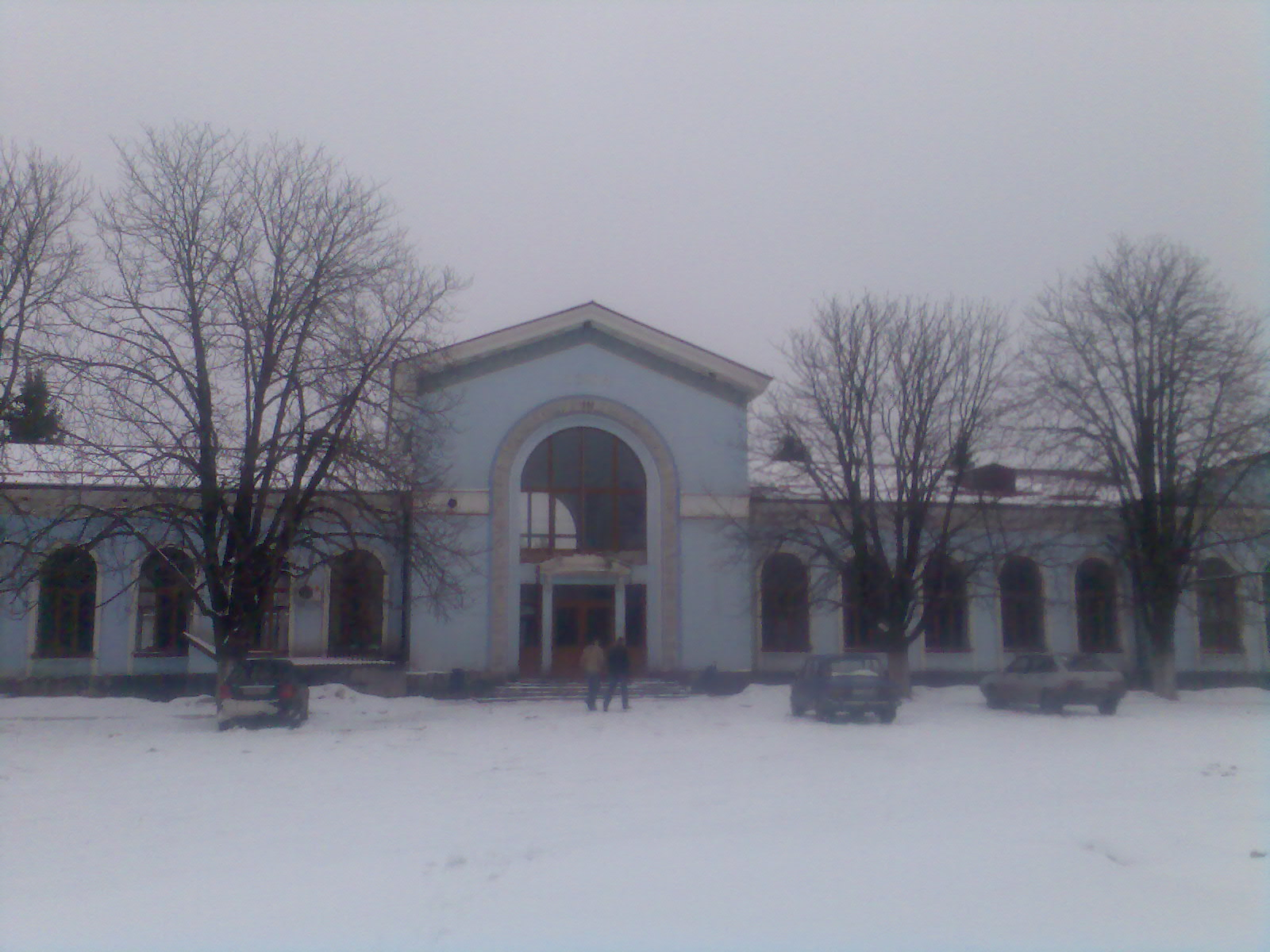
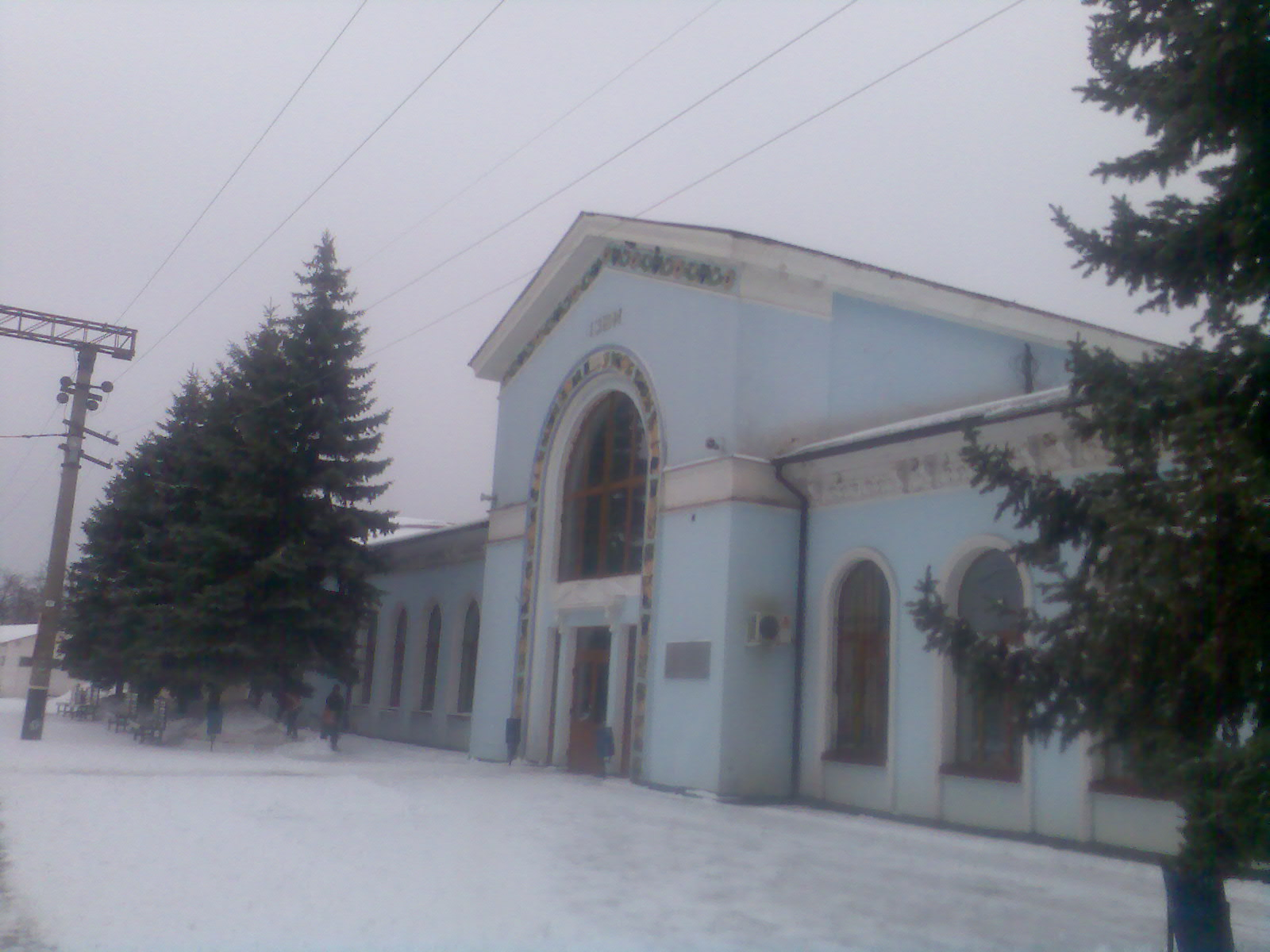
Вокзал взимку
Пам'ятник біля вокзалу
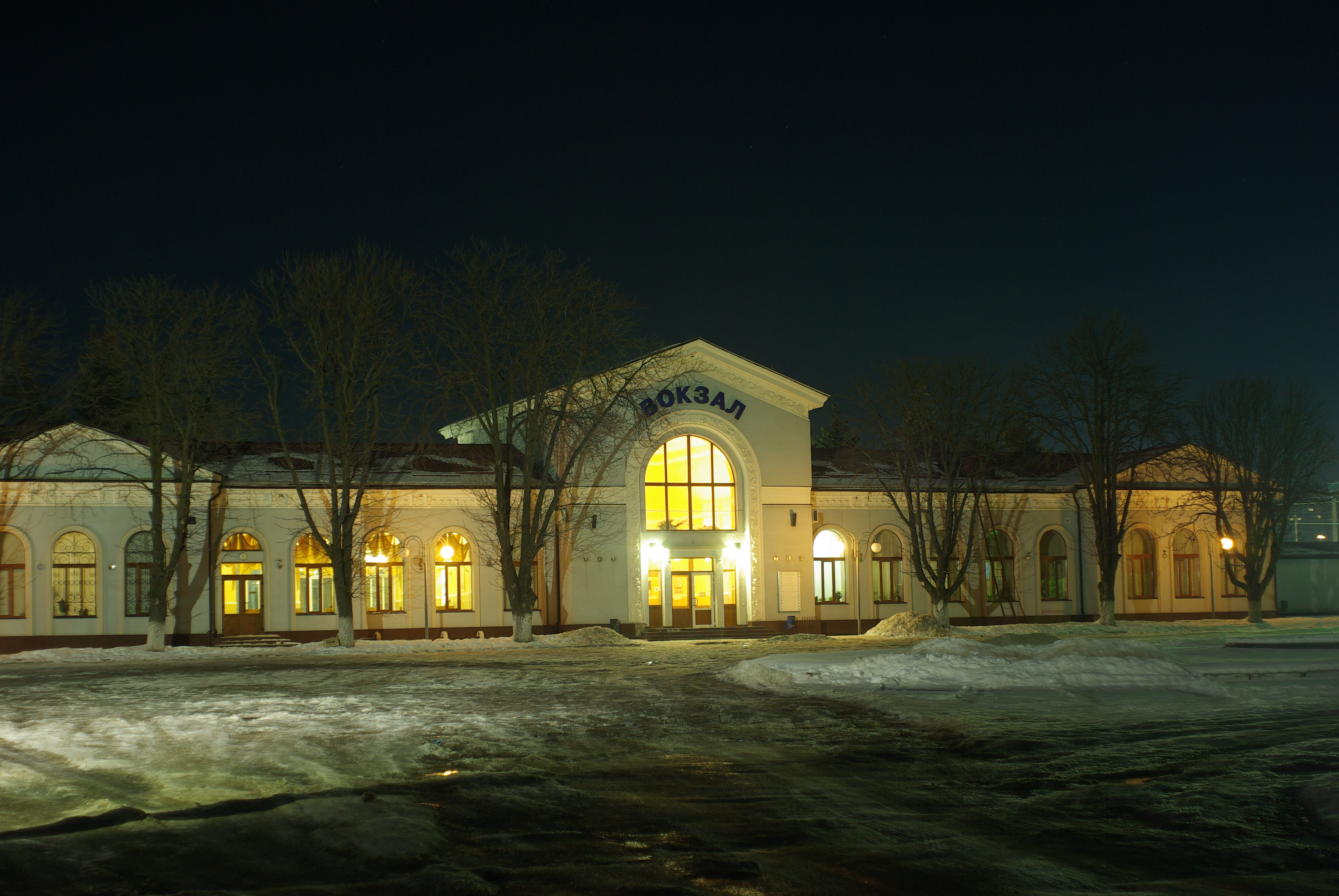
Ізюмський залізничний вокзал. 2019 рік